# 苏联中央执行委员会
苏联中央执行委员会 （俄语：Центральный исполнительный комитет）是1922年到1938年间苏联的国家最高权力机关苏联苏维埃代表大会的常设机关。在苏联苏维埃代表大会闭会期间，苏联中央执行委员会作为苏联的最高立法、执行和指挥机关代行苏联苏维埃代表大会的权力。1936年苏联宪法颁布后，苏联苏维埃代表大会及苏联中央执行委员会自1938年起由苏联最高苏维埃及最高苏维埃主席团取代。

## 历任主席
在苏联中央执行委员会闭会期间，由苏联中央执行委员会的常务机关——苏联中央执行委员会主席团代行苏联中央执行委员会的权力。主席团主席原为四人，由苏联最初组成国俄罗斯、乌克兰、白俄罗斯、外高加索各一人代表，后随着乌兹别克、土库曼、塔吉克升格为加盟共和国，主席团主席增至七人。
| 任次     | 姓名                       | 肖像 | 任期                          | 備註     |
| -------- | -------------------------- | ---- | ----------------------------- | -------- |
| 并置四人 | 米哈伊尔·伊万诺维奇·加里宁 |      | 1922年12月30日－1938年1月12日 | 俄罗斯   |
| 并置四人 | 格里戈里·彼得罗夫斯基      |      | 1922年12月30日－1938年1月12日 | 乌克兰   |
| 并置四人 | 亚历山大·切尔维亚科夫      |      | 1922年12月30日－1937年6月16日 | 白俄罗斯 |
| 并置四人 | 纳里曼·纳里马诺夫          |      | 1922年12月30日－1925年3月19日 | 外高加索 |
| 并置六人 | 加赞法尔·穆萨贝科夫        |      | 1925年5月21日－1937年6月      | 外高加索 |
| 并置六人 | 内迪拜·艾塔科夫            |      | 1925年5月21日－1937年7月21日  | 土库曼   |
| 并置六人 | 法伊祖拉·霍贾耶夫          |      | 1925年5月21日－1937年6月17日  | 乌兹别克 |
| 并置七人 | 努斯拉图拉·鲁特弗尔拉耶夫  |      | 1931年3月18日－1934年1月4日   | 塔吉克   |
| 并置七人 | 阿卜杜洛·拉希姆巴耶夫      |      | 1934年1月4日－1937年9月       | 塔吉克   |

## 中央执行委员书记
- 阿维尔·耶努吉泽，1922年-1935年
- 伊万·阿库洛夫，1935年—1937年
- 亚历山大·戈尔金，1937年-1938年